# Metapsyllaephagus talassio
Metapsyllaephagus talassio är en stekelart som beskrevs av Svetlana N. Myartseva 1980. Metapsyllaephagus talassio ingår i släktet Metapsyllaephagus och familjen sköldlussteklar.
Artens utbredningsområde är Turkmenistan. Inga underarter finns listade i Catalogue of Life.